# Konstantin Leontjev

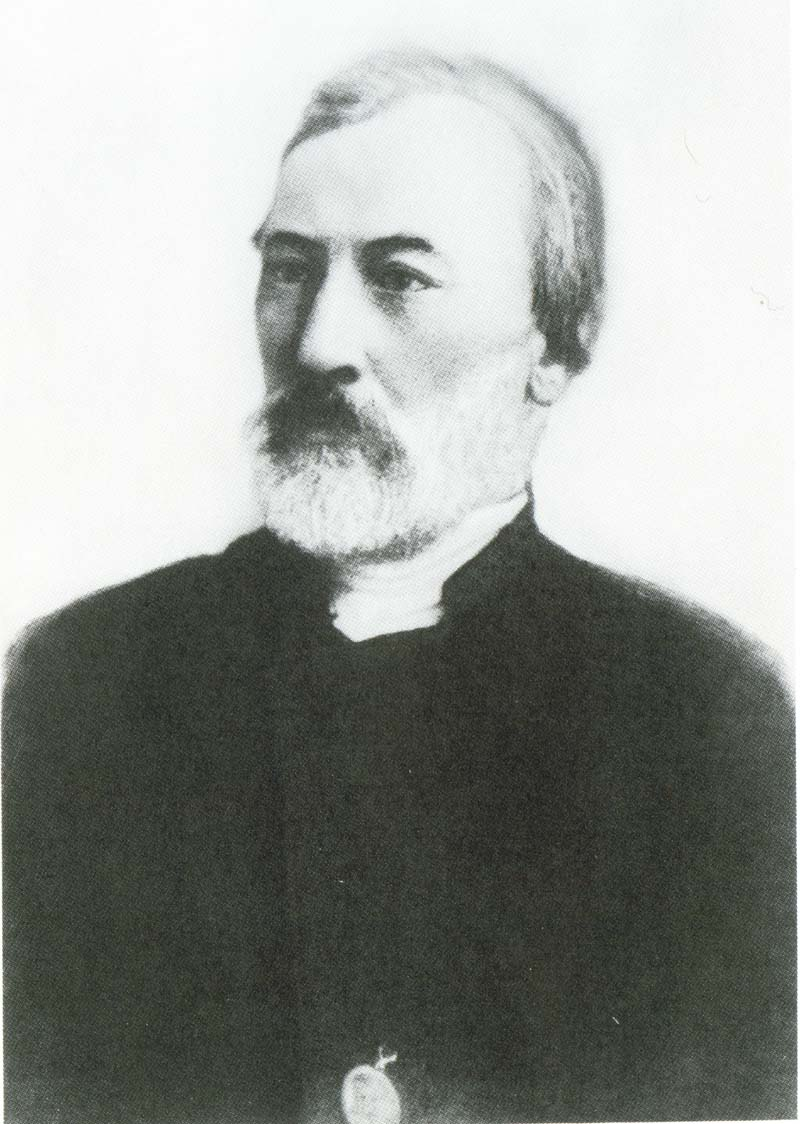
Konstantin Leontjev, 1880, tijdens een verblijf in zijn geboortedorp Koedinov

Konstantin Nikolajevitsj Leontjev (Russisch: Константин Николаевич Леонтьев)(Koedinov, gouvernement (Kaloega), 25 januari 1831–Sergiev Posad, 24 november 1891) was een Russisch schrijver en filosoof.

## Leven
Leontjev was de zoon van een edelman en een later wegens opstandig gedrag ontslagen officier. Hij studeerde medicijnen in Moskou. Op zijn 23ste verbrak hij een verloving omdat hij zich aan de ‘vrijheid en de kunst’ wilde wijden. Tijdens de Krimoorlog diende hij als arts en huwde er een Griekse koopmansdochter.
Leontjev leefde in verscheidene Ottomaanse steden en begon vanaf de jaren zestig te schrijven. Nadat hij door het bidden tot de maagd Maria van cholera en dysenterie was genezen, beloofde hij monnik te worden en trad in 1871 toe tot een klooster op de Athos. Later verbleef hij nog in het Optina-klooster, beroemd om zijn staretsen. Leontjev stierf in 1891 als monnik Kliment in het klooster Troitse-Sergieva Lavra te Sergiev Posad, ten noorden van Moskou.

## Werk en ideeën
Leontjev  stond te boek als een conservatief, slavofiel, monarchistisch en reactionair denker. Hij propageerde een hechtere band tussen Rusland en het Oosten, als tegenwicht voor de egalitaire, utilitaire en volgens hem revolutionaire invloeden uit het Westen. Ook bepleitte hij een culturele en territoriale expansie van Rusland richting India, Tibet en China.
Leontjevs meest opmerkelijke boek is een bundel met essays: Het Oosten, Rusland en het Slavisme. Hierin uitte hij kritiek op het positivisme en de vooruitgang. Hij was van mening dat elke samenleving na een periode van bloei en toenemende complexiteit een periode van neergang en ‘simplificatie’ zouden doorlopen; het westen zou zich aan de rand van zo’n neerwaartse periode bevinden. De invloed van Friedrich Nietzsche is duidelijk merkbaar. Pessimist als hij was deed hij verscheidene voorspellingen, die overigens in de twintigste eeuw in een opmerkelijk aantal gevallen ook daadwerkelijk uitkwamen. Zo voorzag hij een bloedige Revolutie in Rusland, geleid door een ‘anti-Christ’, uitmondend in een tiranniek regime, machtiger dan dat van de Tsaar. Het socialisme noemde hij het feodalisme van de toekomst. Ook voorspelde hij een expansie van Duitsland en voorzag hij dat het land wel één maar geen twee oorlogen kon voeren.